# بيلوغورسك (مقاطعة كيميروفو)
بيلوغورسك (بالروسية: Белогорск) هي مدينة في مقاطعة كيمروفسكايا في روسيا. يبلغ عدد سكانها حوالي 3319 نسمة.

## توأمة
لبيلوغورسك (كيميروفو أوبلاست) اتفاقيات توأمة مع:
- بيلوهيرسك (2017 - )